# Daumier’s Law
Daumier’s Law ist ein animierter Kurzfilm von Geoff Dunbar aus dem Jahr 1992.

## Handlung
Ein Mann durchblättert in einem Buchladen eine Mappe mit Zeichnungen, die so zum Leben erweckt werden:
In Right werden friedliche Jahrmarktsszenen gezeigt, harmlose Streiche, Frauen mit Kindern und eine auf einer Bühne tanzende Frau. Wrong zeigt denselben Jahrmarkt, auf dem sich die Zuschauer bei einem brutalen Kasperlestück amüsieren. Ein Herr erhebt sich während der Vorstellung und geht. Auf den nächtlichen Straßen der Stadt wird er von einem Mann umgerannt. Dieser hat einen anderen Mann getötet. Der Herr jedoch wird von der Polizei festgenommen. In Justice wird dem Herrn der Prozess gemacht und er wird verurteilt, auch wenn eine Zeugin ihn als unschuldig bezeichnet. Der Mann muss in Punishment wie Mensch und Tier zur Bestrafung schwere Arbeiten verrichten, so schleppt er in Payment volle Geldkörbe in den Schlund des Gargantua. Als dieser aufstößt, schleudert es den Herrn in den Magen des Gargantua. Aus diesem wird er in Release infolge von Flatulenzen ausgeschieden. Als der Herr aufsieht, erkennt er vor sich Don Quijote mit einem Beipferd. Der Herr besteigt das Beipferd und reitet mit Don Quijote zum Jahrmarkt. Hier geht er zu der tanzenden Frau auf die Bühne und beide verneigen sich.
Der Mann blättert die Mappe fertig durch und schließt sie.

## Produktion

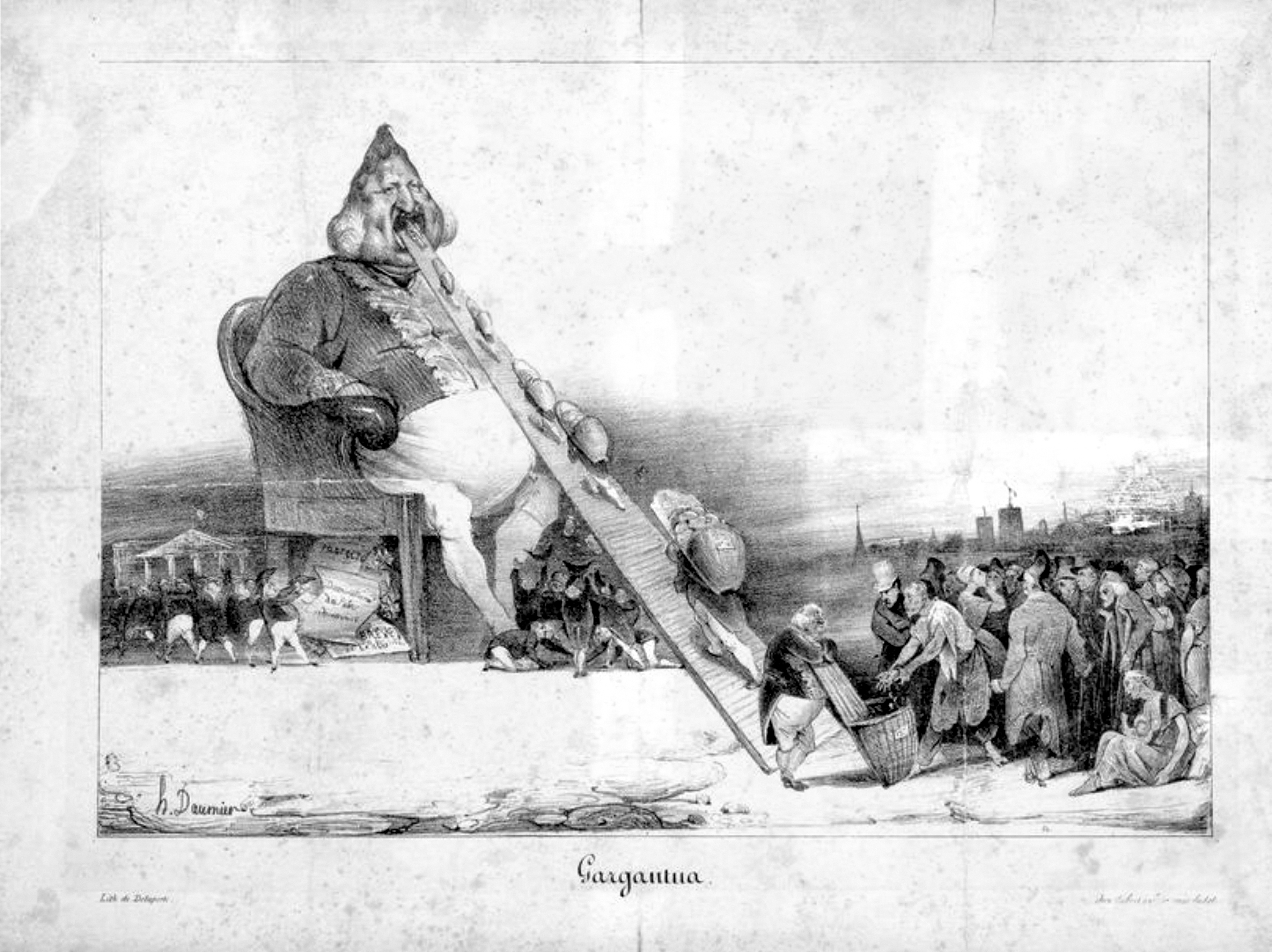
Gargantua von Honoré Daumier

Daumier’s Law beruht auf einer Idee von Linda und Paul McCartney. Der in Schwarz-weiß animierte Film zeigt – in sechs „Gesetze“ unterteilt – animierte Lithografien von Honoré Daumier. Unter anderem sind die Lithografien Gargantua (im Segment Payment) und Rue Transnonain, le 15 Avril 1834  (der Tote im Segment Wrong) in Animation umgesetzt zu sehen. Paul McCartney schrieb die Filmmusik; er und seine Frau Linda waren zudem ausführende Produzenten des Films. Daumier’s Law erlebte im Mai 1992 auf den Internationalen Filmfestspielen von Cannes seine Premiere.

## Auszeichnungen
Daumier’s Law gewann 1993 den BAFTA in der Kategorie Bester animierter Kurzfilm. Er lief zudem 1992 in Cannes im Wettbewerb um die Goldene Palme als Bester Kurzfilm und war für einen Goldenen Hugo des Chicago International Film Festivals in der Kategorie Bester Kurzfilm nominiert.